# رولا (میزوری)
رولا (به انگلیسی: Rolla) شهری در شهرستان فلپس ایالت میزوری است که جمعیت آن در سرشماری سال ۲۰۱۰ میلادی ۱۹٫۵۵۹ نفر بوده است.